# Oxalis impatiens
Oxalis impatiens är en harsyreväxtart som beskrevs av Vell.. Oxalis impatiens ingår i släktet oxalisar, och familjen harsyreväxter. Inga underarter finns listade i Catalogue of Life.